# الضرائب في ألبانيا
في ألبانيا، يتم فرض الضرائب من قبل الكل من الحكومات الوطنية والمحلية. أغلب مصادر الدخل للدولة ، تشمل ضريبة الدخل، الضمان الاجتماعي، ضريبة الشركات وضريبة القيمة المضافة، والتي يتم تطبيقها جميعاًعلى المستوى الفيدرالي. مكتب الضرائب الألباني هو القائم على خدمة الإيرادات من ألبانيا.
اعتبارًا من عام 2014 م، أصبحت ضريبة الدخل في ألبانيا تصاعدية، مع ثلاثة معايير.
| الدخل الشهري                                    | معدل الضريبة |
| ----------------------------------------------- | ------------ |
| بين 0 الليك الالباني و 30000 الليك الالباني     | 0٪           |
| بين 30000 الليك الالباني و 150000الليك الالباني | 13٪          |
| ما يزيد عن 150000 الليك الالباني                | 23٪          |

سابقاً، كان لدى ألبانيا ضريبة ثابتة بنسبة 10 ٪ ، والتي تم تنفيذها في عام 2008. يتم فرض ضريبة القيمة المضافة بنسبتين مختلفة هي 20 ٪ كمعدل قياسي ، و 10 ٪ على المنتجات الطبية.
تُدفع اشتراكات الضمان الاجتماعي والتأمين الصحي على الدخل الوظيفي والمدني والإداري. تُدفع الاشتراكات على دخل شهري من الحد الأدنى 22000 إلى 95130 كحد أقصى. مساهمة العاملين 9.5٪ بينما يدفع صاحب العمل 15٪. يُفرض التأمين الصحي بنسبة 1.7٪ لكل من الموظف وصاحب العمل. العاملون لحسابهم الخاص يدفعون 23٪ للضمان الاجتماعي و 7٪ للتأمين الصحي.
تُفرض ضريبة الشركات في ألبانيا بمعدل ثابت قدره 15٪. الشركات التي يقل حجم مبيعاتها عن 8 ملايين معفاة من ضريبة الشركات. يكون النشاط التجاري مقيمًا ضريبيًا عندما يتم تأسيس الشركة في ألبانيا أو لديها منشأة دائمة أو تمارس الإدارة والرقابة في ألبانيا.